# 黃杉榕
黃杉榕（英文：Simon Huang，1958年5月7日—），中華民國（台灣）彰化縣人，台灣企業家，倚天資訊創辦人、電子閱讀產業推動聯盟創始成員之一，曾任宏碁電腦跨部門電競工作任務小組負責人暨台北市電腦公會理事。現任群暉科技亞太區總經理。
在倚天資訊創立前，黃杉榕接觸的資訊產業，一直以來都是以英文為主要語言進行溝通，為了要打破語言溝通的隔閡，1985年便在台北市復興南路創立倚天資訊，並研發第一個中文系統「倚天中文系統」，打破資訊科技只侷限於英文的語言隔閡。
2008年，宏碁併購倚天之際，黃杉榕以棒球界聞名的王建民，形容了這個併購案的關鍵點：「現在公司有這麼多的『王建民』，應該有機會可以打大聯盟。」意指宏碁併購倚天之後，將使倚天可以由以往在次要市場的競爭，晉升至參與主要市場的競爭，巧合的是，併購案當時的宏碁董事長王振堂，是其在台大電機系的學長。
黃杉榕曾提及了因為對於金庸武俠小說的愛好，而從品牌命名至公司經營，都離不開相關的法則，甚至在後來開創自有手機品牌「glofiish」時，也說明了多加入字母的諧音名用意，有兼具避免商標權爭議與創意的效果。